# IPhone 7
L'iPhone 7 i l'iPhone 7 Plus són telèfons intel·ligents dissenyats i desenvolupats per Apple. Van ser anunciats el 7 de setembre de 2016 al Bill Graham Civic Auditorium a San Francisco pel CEO d'Apple Tim Cook, i foren llançats el 16 de setembre de 2016, esdevenint els mòbils principals de la sèrie iPhone. Apple distribuí els mòbils arreu del món entre el setembre i l'octubre del mateix any.
El disseny general de l'iPhone 7 és semblant al de l'iPhone 6S, però amb noves opcions de colors, resistència contra l'aigua i la pols i la supressió del jack per a auriculars (si bé s'inclou amb el mòbil un adaptador per auriculars amb cable, a més d'auriculars sense fils). El maquinari dels dispositius també va rebre actualitzacions, incloent-hi un SoC multicore heterogeni amb millor rendiment del sistema i dels gràfics; càmeres millorades amb estabilització òptica d'imatge i un teleobjectiu addicional al model iPhone 7 Plus per donar més capacitat de zoom. L'iPhone 7 ve amb iOS 10 pre-instal·lat.